# Noroc chior (film)
Przypadek (cu sensul de Noroc chior) este un film polonez regizat de Krzysztof Kieślowski. care a fost finalizat în 1981 și a avut premiera în 1987 datorită cenzurii poloneze. În rolul principal interpretează actorul Bogusław Linda, ca Witek, un om care aleargă după un tren. Povestea prezintă trei urmări posibile ale aceluiași incident (goana unui bărbat să prindă trenul).
Este pe locul 7 în lista celor mai bune filme poloneze (sondaj din 2015 al Muzeului cinematografiei din Łódź).

## Distribuție
- Bogusław Linda - Witek
- Tadeusz Łomnicki - 1. Werner
- Zbigniew Zapasiewicz - 1. Adam
- Boguslawa Pawelec - 1. Czuszka
- Marzena Trybała - 2. Werka
- Jacek Borkowski - 2. Marek
- Jacek Sas-Uhrynowski - 2. Daniel
- Adam Ferency - 2. Ksiądz
- Monika Gozdzik - 3. Olga
- Zygmunt Hubner - 3. Dziekan
- Irena Burawska - 3. Ciotka (fiica unei bătrâne pe moarte)[15]
- Jerzy Stuhr - 1. ZSMP activist
- Jerzy Moes - 1. SB officer